# Île Bourdon
L'île Bourdon est une île appartenant à l'archipel d'Hochelaga et faisant partie de la ville de Repentigny, au confluent du fleuve Saint-Laurent et de l'embouchure de la rivière L'Assomption de la région métropolitaine de Montréal dans la région administrative de Lanaudière

## Histoire
Cette île basse de 1,3 km de longueur est concédée en 1672 par Jean Talon à Jean-Baptiste Legardeur de Repentigny (premier maire de Québec, en 1663) à la suite d'un accommodement entre celui-ci et Charles-Joseph d'Ailleboust des Musseaux afin que ce territoire fasse partie de la seigneurie de L'Assomption. L'île portait déjà ce nom, à l'instar de sa voisine au sud, qui sera connue plus tard sous le nom d'île Bonfoin. 
Identifiée par le spécifique Saint-Pierre en 1677 dans l'aveu et dénombrement de la seigneurie et plus tard par Beaucanel et Buchanan, l'île a néanmoins conservé son appellation originelle. Ce nom rappelle le souvenir de l'ingénieur Jean Bourdon (vers 1601-1668), auteur des premiers plans de Québec et des environs. 

## Transports
L'île Bourdon est reliée à l'île de Montréal et à Repentigny (sur la rive nord du fleuve Saint-Laurent) par le Pont Le Gardeur. La Ligne Exo 5 - Mascouche utilise le pont ferroviaire Laurier pour traverser la Rivière des Prairies en passant sur l'île.

## Homonymie
Une autre île Bourdon, dont l'origine est inconnue, située en face de Terrebonne, sert de support à une route traversant la rivière des Mille Îles.